# Екзотичні дерева Глухівського педуніверситету
Екзотичні дерева Глухівського педуніверситету — ботанічна пам'ятка природи місцевого значення, об'єкт природно-заповідного фонду Сумської області.

## Опис
Розташована у центрі міста Глухів на території Глухівського національного педагогічного університету імені Олександра Довженка. Площа — 0,07 га. Статус надано рішенням Сумської обласної ради від 04.03.1999 р.
Охороняється місце зростання групи дерев екзотичних порід віком близько 90 років. Тут зростають бархат амурський, горіх ведмежий, катальпа, тис ягідний, ялівець козацький, гінкго дволопатеве, глід «Півняча шпора», оцтове дерево.

## Галерея

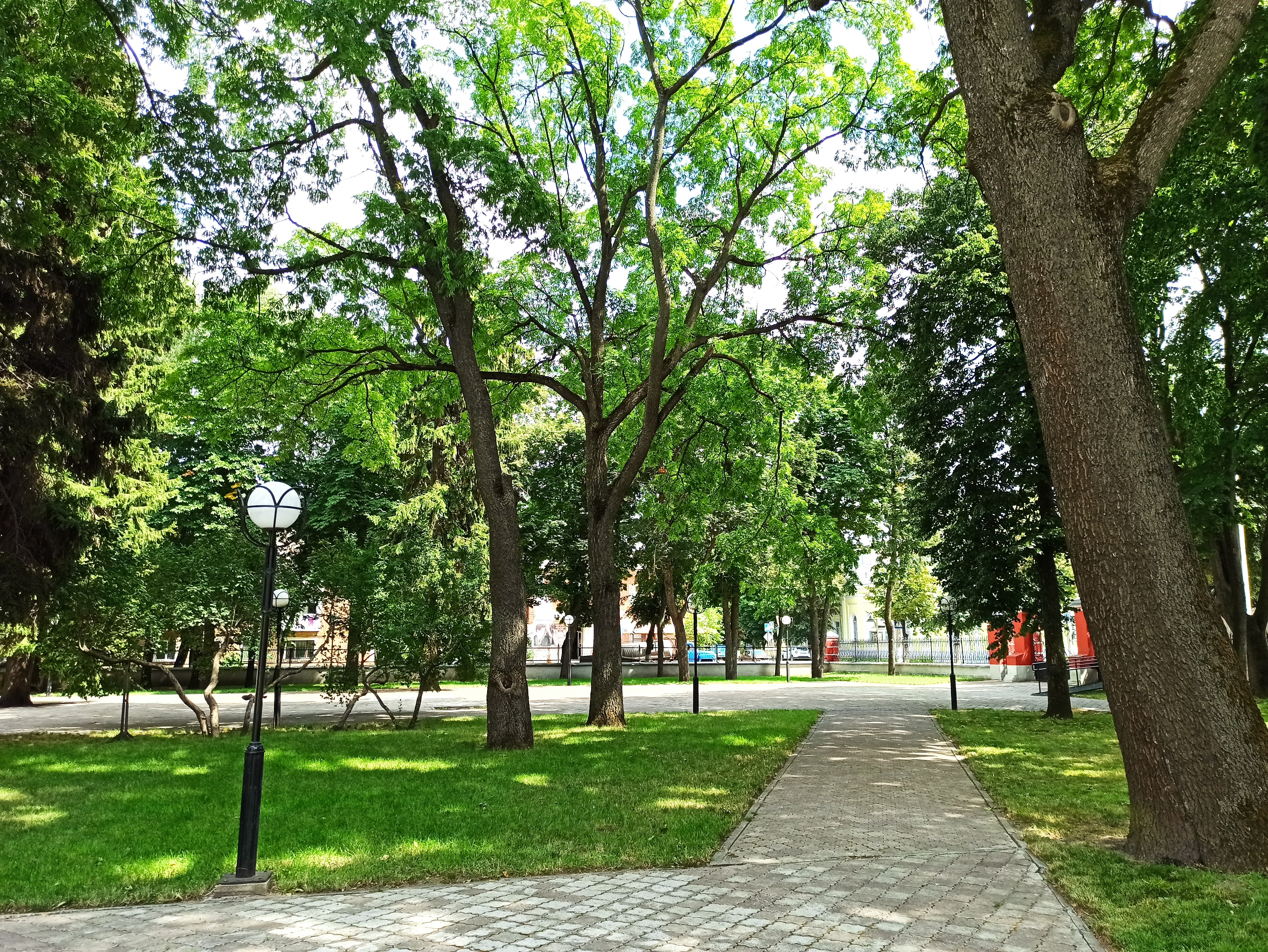
Загальний вигляд
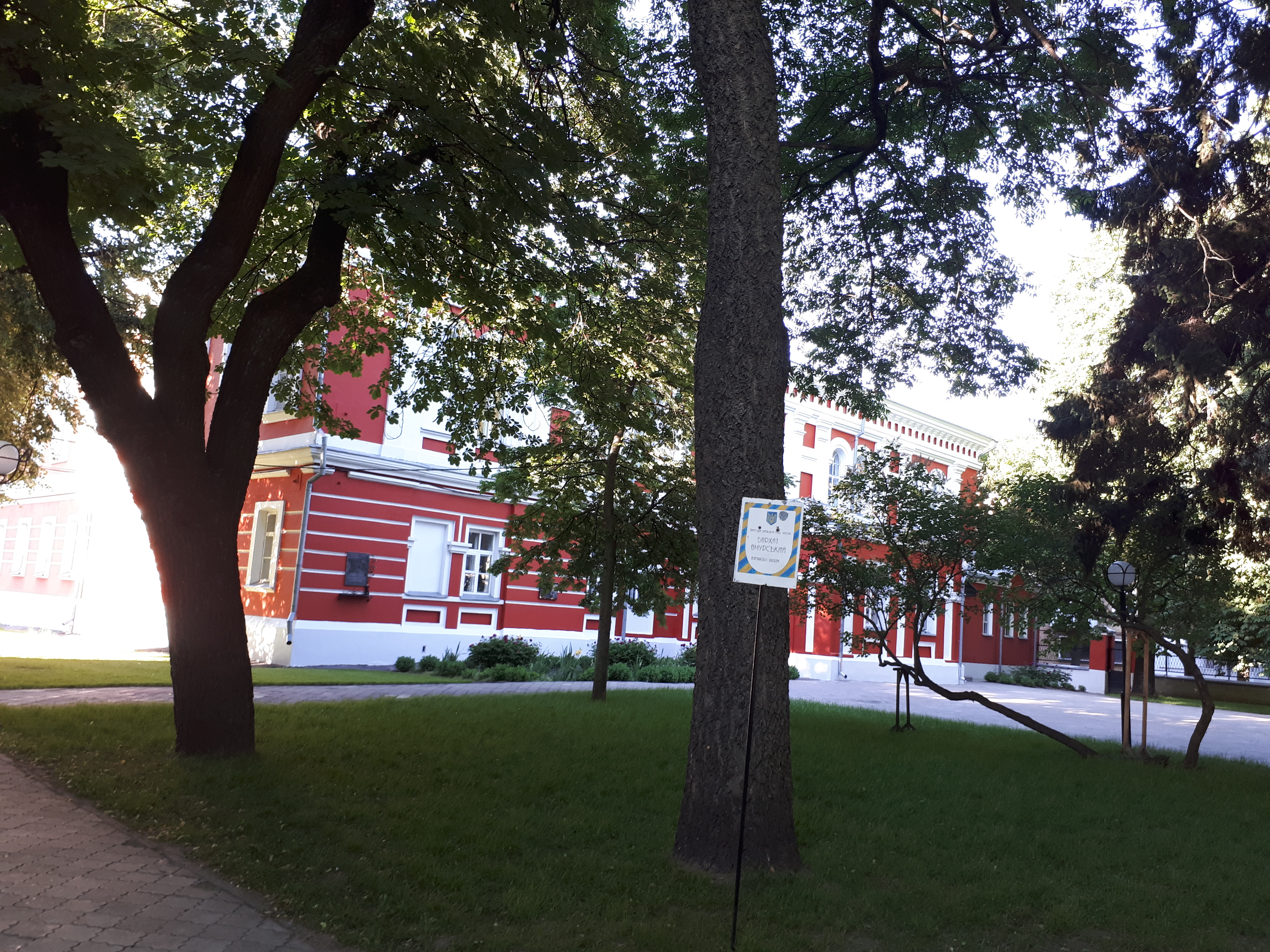
Бархат амурський
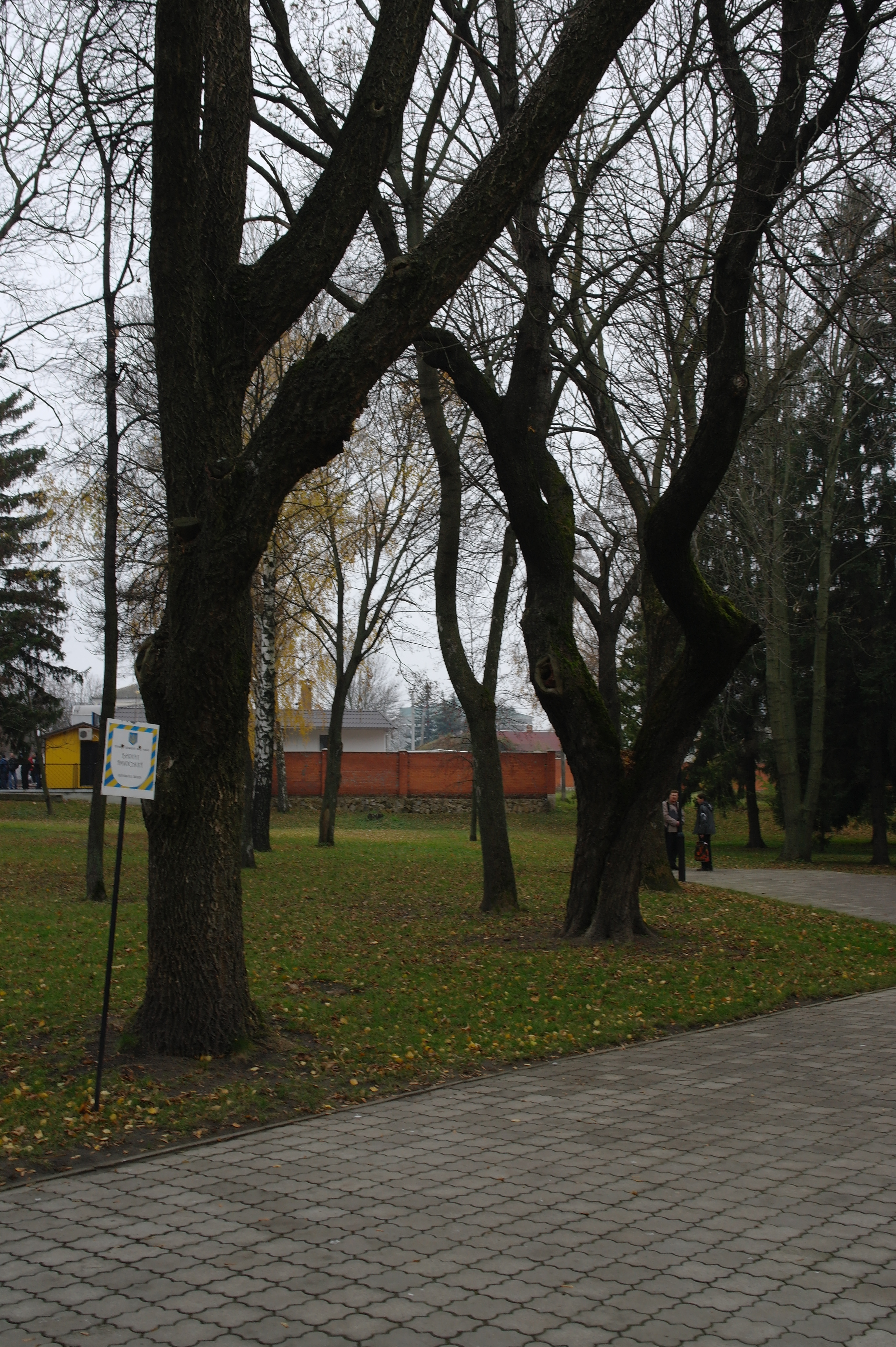
Бархат амурський восени
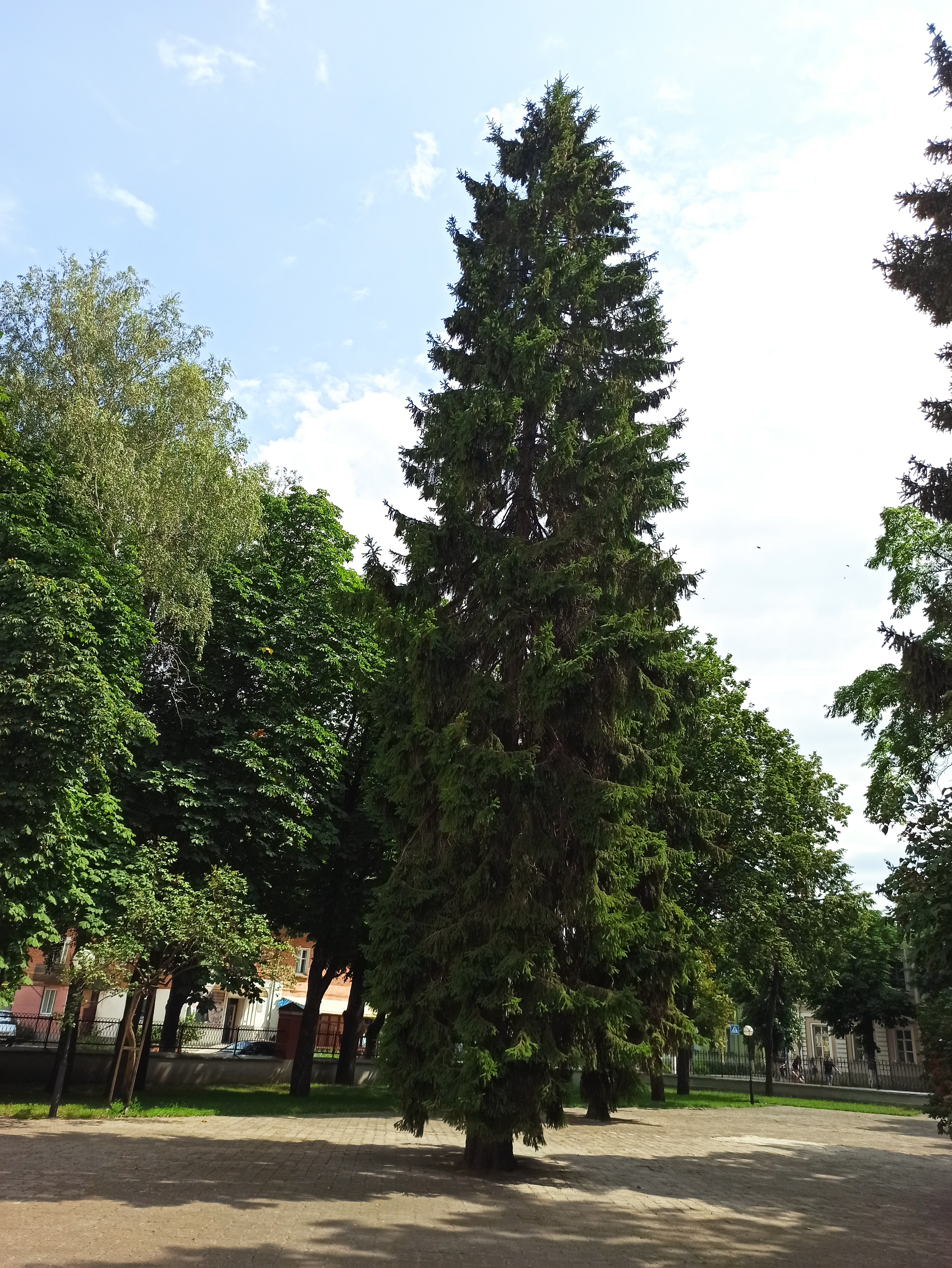
Ялина
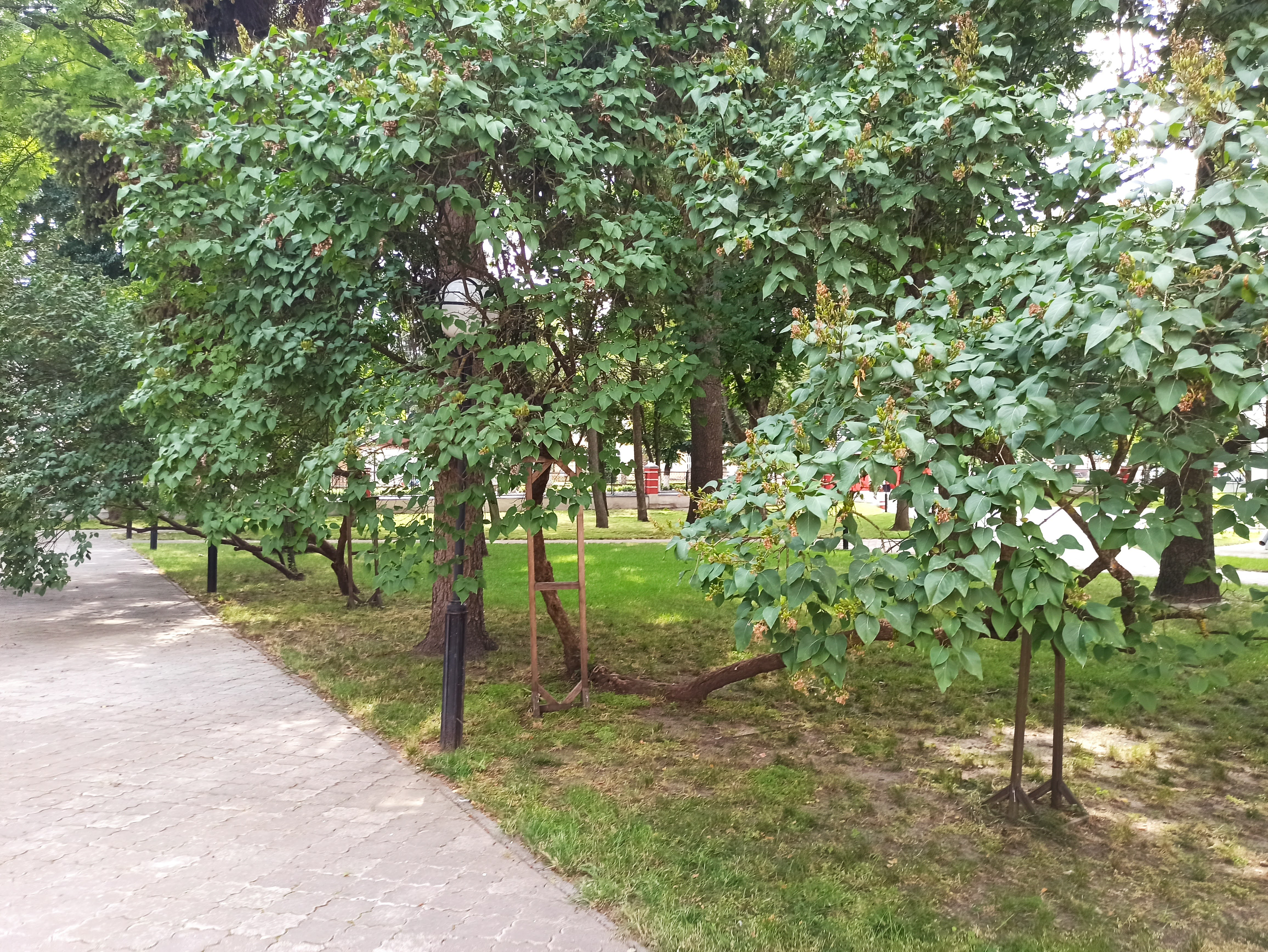
Катальпа